# Dümmer (Naturschutzgebiet)

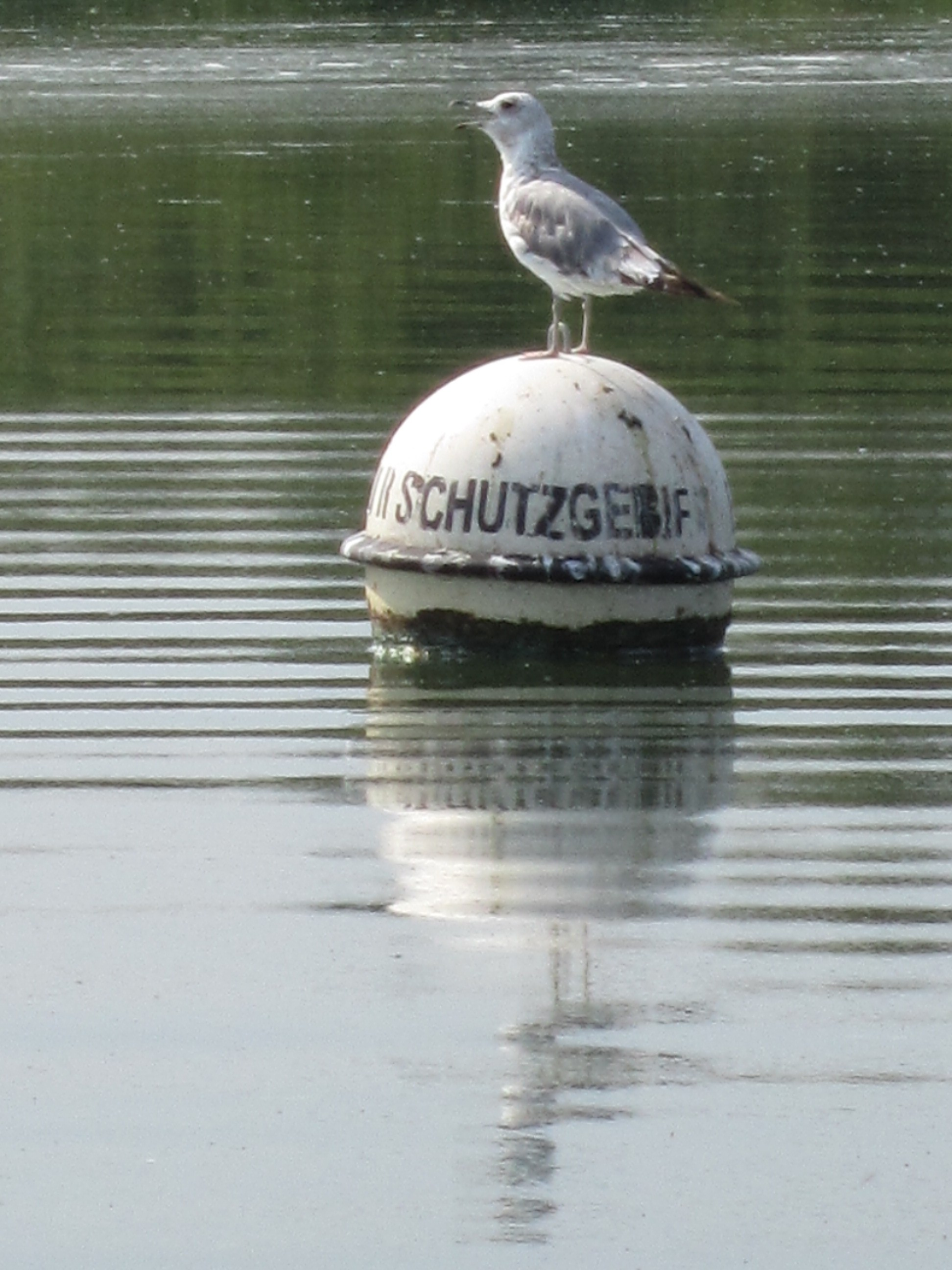
Boje als Markierung der Grenze zwischen dem Naturschutzgebiet Dümmer und dem Fahrwasser zum Olgahafen (Dümmerlohausen)

Dümmer ist der Name eines ehemaligen Naturschutzgebietes in den niedersächsischen Gemeinden Lembruch und Hüde in der Samtgemeinde Altes Amt Lemförde im Landkreis Diepholz, der Stadt Damme im Landkreis Vechta und der Gemeinde Bohmte im Landkreis Osnabrück.

## Allgemeines
Das Naturschutzgebiet mit dem Kennzeichen NSG HA 024 war 615,4 Hektar groß. Davon entfielen 550,1 Hektar auf den Landkreis Diepholz, 54,7 Hektar auf den Landkreis Vechta und 10,6 Hektar auf den Landkreis Osnabrück. Das ehemalige Naturschutzgebiet war zum größten Teil Bestandteil des FFH-Gebietes „Dümmer“ und des EU-Vogelschutzgebietes „Dümmer“. Das ehemalige Naturschutzgebiet grenzt im Norden an das Naturschutzgebiet „Huntebruch und Huntebruchwiesen“, im Westen an das Naturschutzgebiet „Westliche Dümmerniederung“ und im Süden an das ehemalige Naturschutzgebiet „Ochsenmoor“. Nach Osten grenzt es an das Landschaftsschutzgebiet „Dümmer“. Das Gebiet stand seit dem 22. März 1952 unter Naturschutz. Mit der Verordnung vom 14. Dezember 2007 wurde ein circa 125 Hektar großer Teilbereich des Naturschutzgebietes „Dümmer“, das sich mit dem Naturschutzgebiet „Westliche Dümmerniederung“ überlappte, gelöscht. Der Bereich blieb Bestandteil des Naturschutzgebietes „Westliche Dümmerniederung“. Zum 16. August 2019 ging das Gebiet im neu ausgewiesenen Naturschutzgebiet „Dümmer, Hohe Sieben und Ochsenmoor“ auf. Zuständige untere Naturschutzbehörden waren die Landkreise Vechta, Osnabrück und Diepholz. Durch das Naturschutzgebiet „Dümmer, Hohe Sieben und Ochsenmoor“, das Naturschutzgebiet „Westliche Dümmerniederung“ und das Naturschutzgebiet „Huntebruch und Huntebruchwiesen“ ist der größte Teil der Niederung naturschutzrechtlich geschützt.
Das Gebiet war Teil des von 2002 bis 2007 durchgeführten LIFE-Natur-Projektes „Wiedervernässung der westlichen Dümmeniederung“, das eine Aufwertung des Gebietes für den Naturschutz und hier speziell durch die Entwicklung feuchter Hochstaudenfluren und Röhrichte zum Ziel hatte.

## Beschreibung
Das ehemalige Naturschutzgebiet liegt im Westen des Dümmers und umfasst neben Wasserflächen auch Uferbereiche des Dümmers bis zum den See umgebenden Deich. Im Dümmer befinden sich in Ufernähe teilweise ausgedehnte Schwimmblattteppiche aus Teich- und Seerosen. Die Uferbereiche sind von Röhrichtzonen eingenommen.
Nicht im Naturschutzgebiet lagen der Mündungsbereich der Hunte in den Dümmer sowie der Bereich beim Olgahafen in Dümmerlohausen. Die Grenze zwischen dem ehemaligen Naturschutzgebiet und dem schiffbaren Teil des Dümmers ist, für Wasserfahrzeugführer gut erkennbar, durch Bojen markiert.
Der See und die ihn umgebende Wiesenlandschaft mit ausgedehnten Wasserflächen und Verlandungszonen und daran anschließendes Feuchtgrünlandes in den Niedermoorgebieten sowie Bruchwälder sind ein besonders für Wiesen- und Wasservögel wichtiger Lebensraum. So sind hier u. a. Kiebitz, Großer Brachvogel, Uferschnepfe und Bekassine sowie verschiedene Enten und Rallen heimisch. Röhrichte und Gebüsche sind Lebensräume für Schilfrohrsänger, Rohrammer, Rohrschwirl, Blaukehlchen und Nachtigall.
Zu Zeiten des Vogelzugs rasten zahlreiche Gänse und Enten auf dem Dümmer, darunter Tafel-, Reiher, Pfeif-, Schnatter-, Krick- und Löffelenten.
Große Teile des Gebietes sind vom Deich um den Dümmer aus einsehbar. An seinem Rand befinden sich im Norden, Westen und Süden Beobachtungstürme.